# Voix de l'étudiant

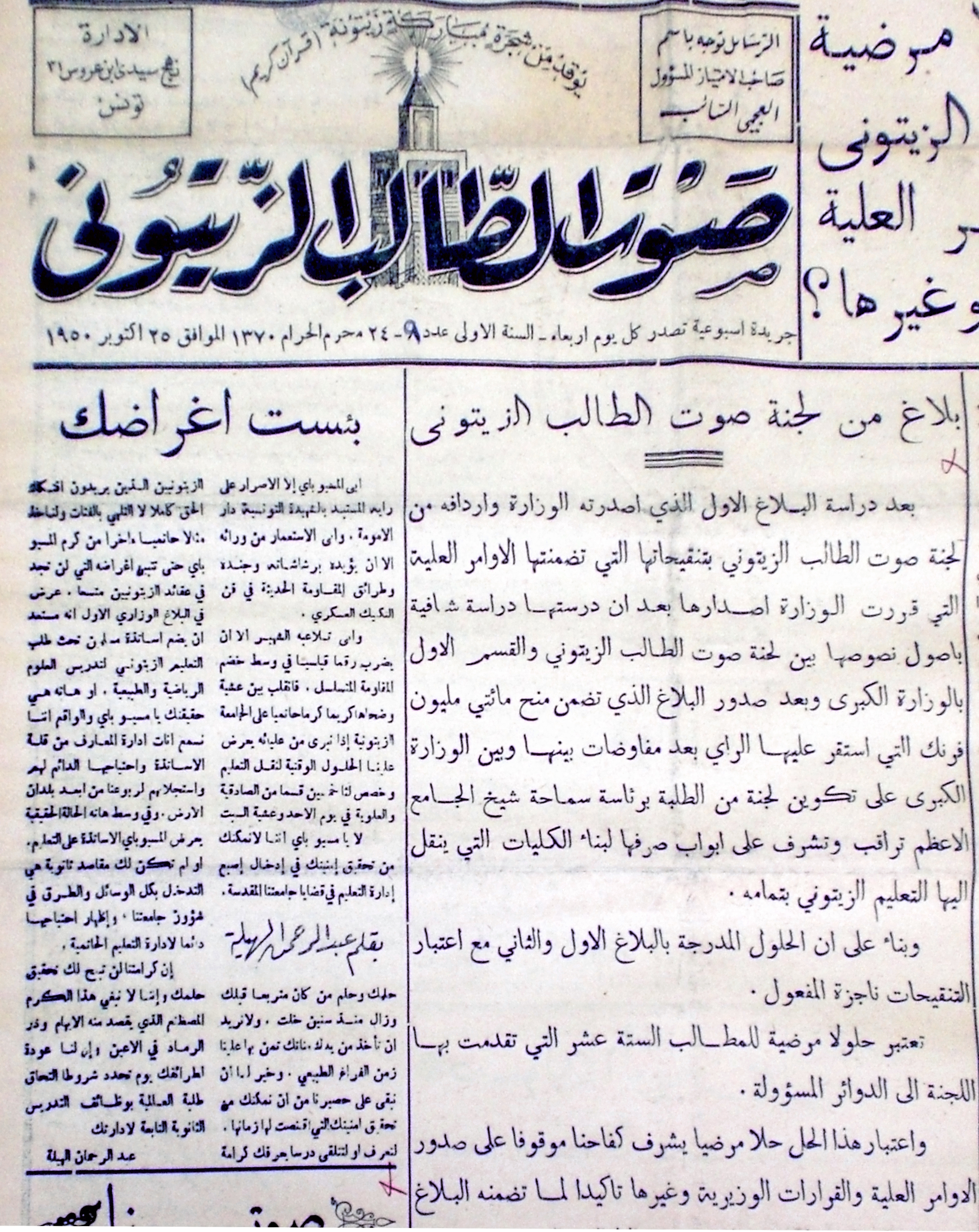
Hebdomadaire La Voix de l'étudiant zitounien publié par le comité (1950)

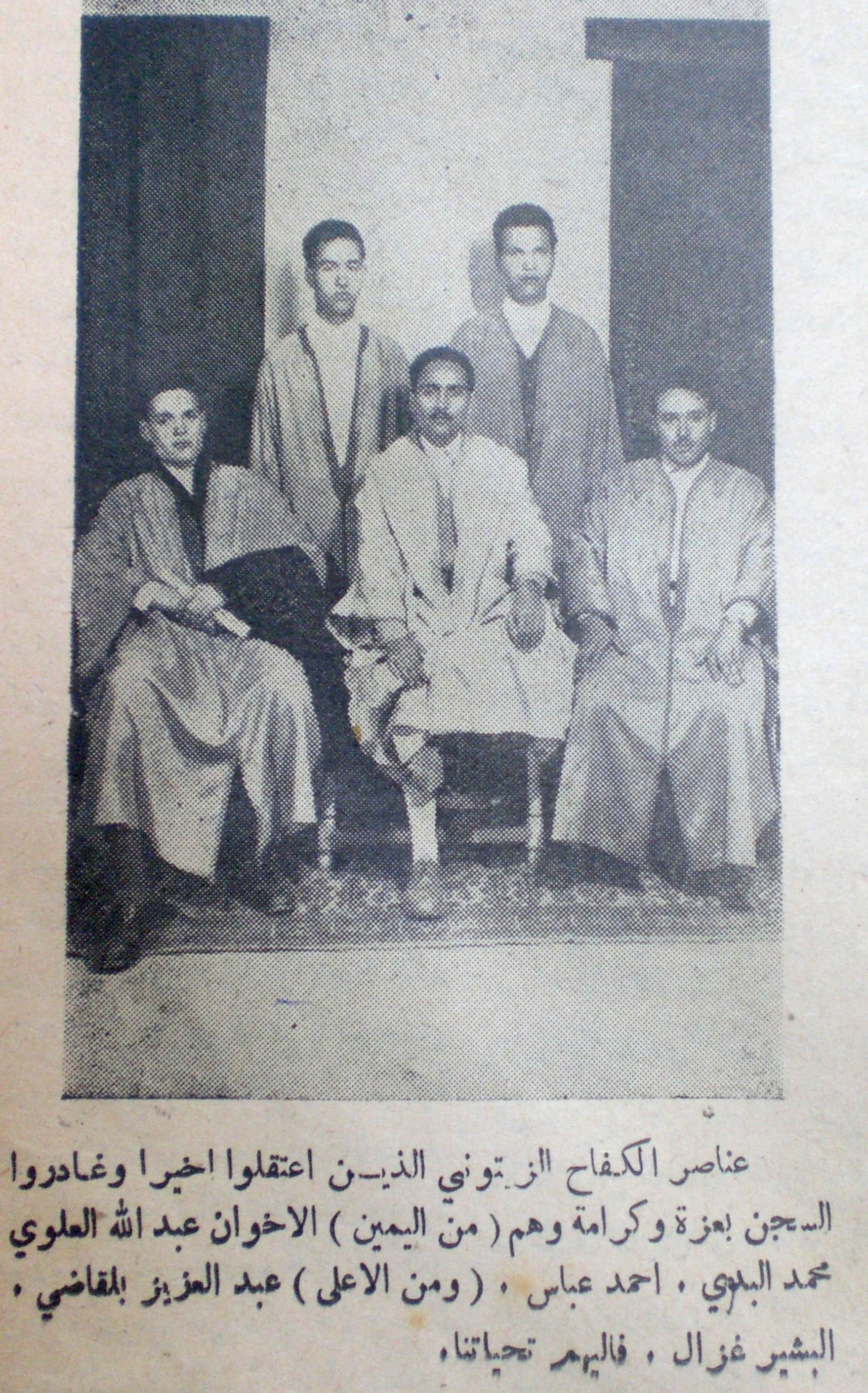
Portrait de dirigeants dont Mohamed Bédoui au centre.

Le comité de la Voix de l'étudiant zitounien (arabe : لجنة صوت الطالب الزيتوني) est une organisation de représentation étudiante fondée par des élèves de l'université Zitouna. Elle est active entre février 1950 et 1956, date à laquelle elle est incorporée au sein de l'Union générale des étudiants de Tunisie.
Cette organisation appuie les demandes de réformes du programme éducatif de la Zitouna au travers d'une charte composée de seize points appelée Constitution zitounienne universelle (الدستور الزيتوني الجامع). Habib Bourguiba déclare que « la nation est déterminée à soutenir ses enfants zitouniens dans une affaire dont le succès sera bénéfique pour la patrie ».
Elle mène plusieurs mouvements : une première grève estudiantine entre avril et novembre 1950 puis une autre grève importante entre mars et septembre 1954. Elle dirige et organise de nombreuses manifestations dont la plus importante se déroule le 15 mars 1954, entraînant le décès de deux étudiants : Mohamed Dahmani Hamza originaire de Mahdia et Mohamed Ben Belkacem Marzouki originaire du Nefzaoua.
La Voix de l'étudiant est dirigée par un comité central et une assemblée regroupant les représentants du comité central dans les branches régionales. Parmi les membres du comité central en 1950 figurent Mohamed Bédoui, Abderrahman al-Hila, Habib Nouira, Abdelaziz El Akremi et Amor Chachia ; ils émergent tous sur la scène nationale après leur expérience militante. Parmi les membres dirigeants figurent un certain nombre d'étudiants algériens étudiant à la Zitouna.